# Show and Prove
Show and Prove je prvi nezavisni album repera Wiza Khalife koji je objavljen 5. rujna 2006. godine. Objavio ga je preko diskografske kuće Rostrum Records kao CD, te digitalni download. Na albumu gostuju izvođači kao što je Chevy Woods, te producenti kao što su E. Dan, Sledgren i Johnny Juliano. Wiz Khalifa je objavio jedan spot s albuma za pjesmu "All In My Blood (Pittsburgh Sound)" koja je ujedno i promotivni singl. Album je do danas prodan u 10.000 primjeraka.

## Popis pjesama
| Br. | Skladba                                                 | Producent                        | Trajanje |
| --- | ------------------------------------------------------- | -------------------------------- | -------- |
| 1.  | »Intro«                                                 | E. Dan, Big Jerm                 | 1:42     |
| 2.  | »All In My Blood (Pittsburgh Sound)«                    | The Resource                     | 3:32     |
| 3.  | »Bout Mine«                                             | Nesia Beatz                      | 4:22     |
| 4.  | »I Choose You«                                          | E. Dan, Big Jerm                 | 3:44     |
| 5.  | »Damn Thing«                                            | E. Dan, Big Jerm, Johnny Juliano | 3:58     |
| 6.  | »Keep the Conversation« (featuring Boaz)                | Johnny Juliano                   | 4:09     |
| 7.  | »Stay In Your Lane«                                     | Black Czer                       | 3:42     |
| 8.  | »Stand Up« (featuring Chevy Woods)                      | Johnny Juliano                   | 3:46     |
| 9.  | »Too Late«                                              | Johnny Juliano                   | 4:50     |
| 10. | »I'm Gonna Ride«                                        | E. Dan, Big Jerm                 | 3:24     |
| 11. | »Gotta Be a Star« (featuring Johnny Juliano & S. Money) | Johnny Juliano                   | 4:33     |
| 12. | »Let 'Em Know«                                          | E. Dan, Big Jerm                 | 3:43     |
| 13. | »Sometimes« (featuring Vali Porter)                     | Champ Super, E. Dan, Big Jerm    | 4:21     |
| 14. | »Locked & Loaded« (featuring Chevy Woods)               | Black Czer                       | 3:58     |
| 15. | »Burn Somethin'«                                        | Johnny Juliano                   | 3:50     |
| 16. | »Crazy Since the 80's«                                  | Johnny Juliano                   | 4:41     |
| 17. | »History In the Making/Never Too Late«                  | E. Dan, Big Jerm                 | 7:07     |

## Nadnevci objavljivanja
| Država                     | Nadnevak       | Format                 | Diskografska kuća | Izvor |
| -------------------------- | -------------- | ---------------------- | ----------------- | ----- |
| Sjedinjene Američke Države | 5. rujna 2006. | CD, digitalni download | Rostrum Records   | [ 4 ] |

## Vanjske poveznice
- Show and Prove na Allmusicu
- Show and Prove na Discogsu